# Palacio Ozaeta

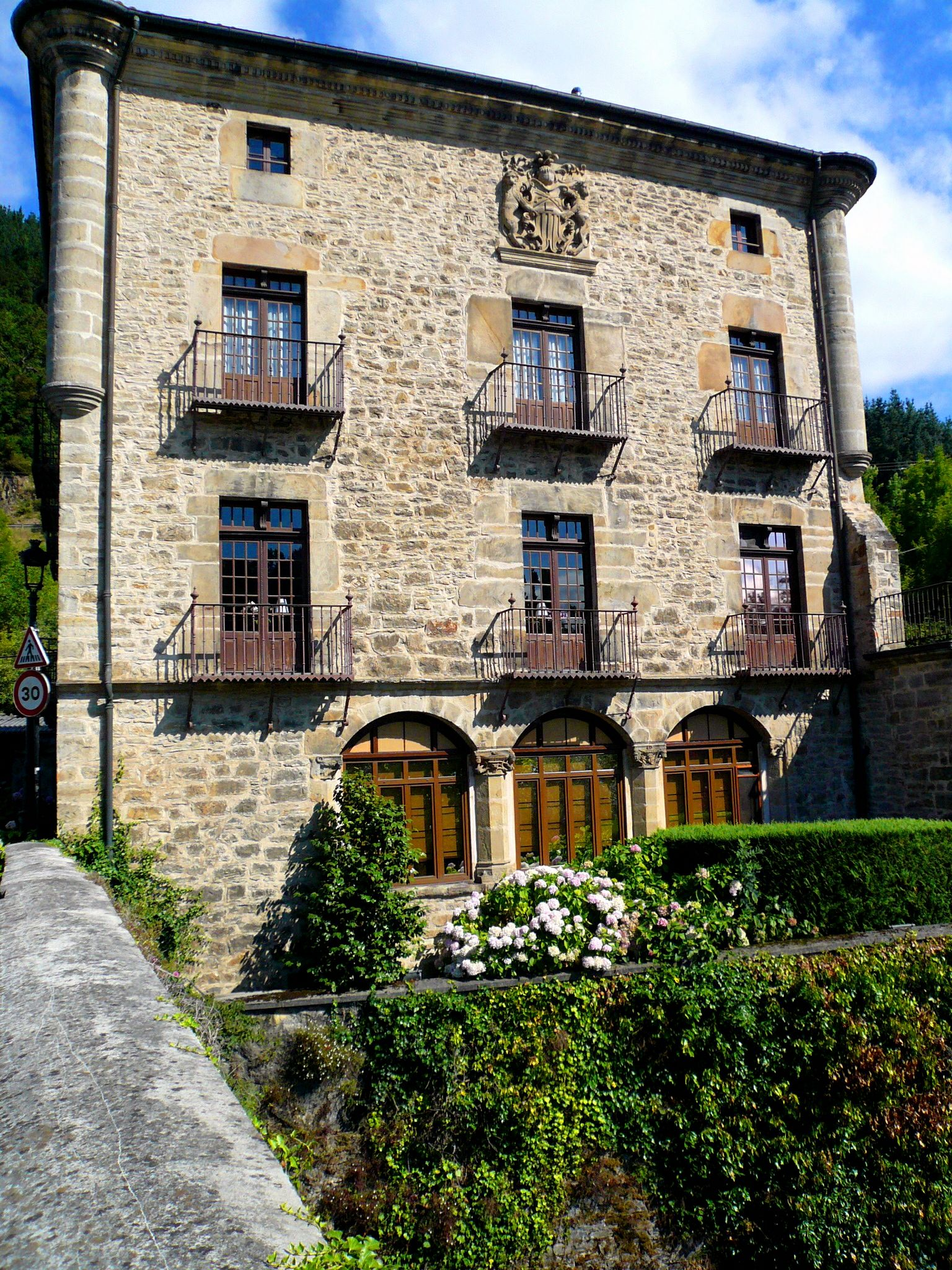
Palacio Ozaeta

El palacio Ozaeta se encuentra en la zona sur de la localidad guipuzcoana de Vergara en el País Vasco, España). Su parcela es paralela al río Deva, formando conjunto con el puente del mismo nombre que el palacio.
La parcela sobre la que se asienta es un rectángulo muy alargado presidido por el inmueble. La parte posterior es un jardín, estando dispuesto un aparcamiento para vehículos al fondo de la misma. El diseño del jardín responde a un esquema romántico, utilizando el motivo del río, el frondoso arbolado y una gruta de rocalla.

## Datos históricos
El edificio familiar original debió ser una construcción medieval situada al otro lado del río, siendo desmochada en 1457.
Después de desmochada la torre, la familia pretende reconstruirla, no accediendo a ello el Ayuntamiento de Bergara, por la belicosidad de sus moradores.
En 1549 la Real Chancillería de Valladolid da permiso para levantar el citado palacio, con la condición de que lo haga al otro lado del río.
Las obras se desarrollaron entre 1549 y 1553, ejecutándose, exclusivamente, el cuerpo principal con el pequeño patio de acceso. La vieja torre desmochada se utiliza como cantera de la nueva, por lo que aparecen elementos claramente anteriores, como la puerta ojival de acceso al sótano.
Posteriormente, en el siglo XVII, se amplían los huecos de iluminación y se colocan los herrajes de balcones.
Ya en el siglo XIX se modifica la escalera original, que debió ser de piedra, construyéndose una de madera de pino tea, la actual. En esta época se construyó la galería posterior, inspirada en la galería renacentista existente en la fachada del río del cuerpo principal.
Recientemente, hace unos diez años, se ha reformado el edificio para adaptarlo al uso de restaurante. La escalera perdió uno de los arranques, la fachada posterior sufrió notables modificaciones y, fundamentalmente, la solana o galería posterior sufrió una ampliación notable, aumentando en un módulo su fondo.

## Descripción del edificio
Se trata de un edificio de planta rectangular, de 15x11 m., edificio compacto, compuesto por planta baja, dos pisos y camarote. La cubierta es a cuatro aguas, disponiendo de garitones decorativos en las esquinas y centro de la fachada.
La puerta principal se encuentra defendida por un pequeño muro rematado con almenas. Estas almenas parece que no son originales, debiendo tener otro elemento decorativo. Tanto este muro como los garitones de remate responden a unas reminiscencias militares que ya en esta época habían quedado obsoletas.
El acceso al patio se hace mediante hueco adintelado flanqueado por dos columnas estriadas que sostiene un arquitrabe moldurado. A los lados existen escudos con las armas de la casa.
El arco ojival de entrada al sótano es auténticamente medieval, recuperado de la vieja torre. La fachada principal dispone de cuatro ejes de huecos perfectamente ordenados, formados por dos filas de balconeras de similar tamaño. Estos huecos disponen de carpinterías que, seguramente serán recientes, pero parecen inspiradas en modelos barrocos.
La fachada del río, oeste, mantiene el mismo esquema de huecos, con tres ejes verticales en vez de cuatro y galería o solana de tres arcos que iluminan el interior del edificio en planta baja.
La fachada al jardín es distinta, estando dispuesto, en la zona derecha, un arco ojival de triple altura, que según algunos autores es original. El resto de huecos corresponde a las últimas restauraciones.
La fachada al callejón trasero no tiene mayor interés, pues los huecos son desordenados y abiertos en distintas épocas.
En la zona del jardín fue construida una galería, en el siglo XIX, de inspiración renacentista, basándose en las arcadas del núcleo central de edificio. Constaba originalmente de dos arcadas de fondo por cinco de largo. Con la construcción del restaurante esta galería fue aumentada en un módulo de fondo y desplazando su fachada unos cuantos metros.
El interior conserva una estructura de buena calidad, aunque en planta baja y primera casi no puede apreciarse por la existencia de falso techo. La escalera, del siglo XIX, se encuentra en perfecto estado, sin embargo, a pesar de su gran tamaño, no presenta un gran interés. Hace diez años se le quitó uno de los arranques de planta baja.
La distribución de esta planta toma como motivo principal esta gran escalera, desarrollando el resto de dependencias a su alrededor.
Las carpinterías de puertas son modelos interesantes, aunque su construcción será, en el mejor de los casos, del siglo XIX.
El jardín, al estar separado de la carretera por el propio palacio, aleja al visitante de su entorno, quedando como único motivo de visión el río, que en ese punto es, tranquilo y agradable. La existencia de un arbolado grande y una pequeña gruta refuerzan esos valores.
El puente adosado al palacio consta de tres arcos de medio punto, con apartadero central sobre tajamar semicircular. Se encuentra construido con mampostería, excepto los esquinales de los arcos. Su perfil es ligeramente alomado. A simple vista se aprecian modificaciones en su trazado.